# Totò, Peppino et la Douceur de vivre
Pour plus de détails, voir Fiche technique et Distribution.
Totò, Peppino et la Douceur de vivre (Totò, Peppino e… la dolce vita) est un film italien réalisé par Sergio Corbucci, sorti en 1961.
On y retrouve le duo comique Totò et Peppino, connus pour leurs nombreuses collaborations (Totò, Peppino et la Danseuse, Totò, Peppino et les Fanatiques, Totò, Peppino et les Hors-la-loi, etc.) 

## Synopsis
Il s'agit d'une parodie du film La dolce vita de Federico Fellini.

## Fiche technique
- Titre original : Totò, Peppino e... la dolce vita
- Titre français : Toto, Peppino et la Douceur de vivre[1]
- Réalisation : Sergio Corbucci
- Scénario : Bruno Corbucci, Lucio Fulci, Giovanni Grimaldi, Mario Guerra et Steno
- Photographie : Alvaro Mancori
- Musique : Armando Trovajoli
- Production : Gianni Buffardi et Mario Mariani
- Société de production : MB Film
- Société de distribution : Cineriz
- Pays d'origine :  Italie
- Langue : italien
- Format : Noir et blanc - 35 mm - 1,37:1 - son mono
- Genre : comédie
- Durée : 90 min.
- Dates de sortie :
  - Italie : 1er avril 1961
  - France : 13 juillet 1962[1]

## Distribution
- Totò : Antonio Barbacane
- Peppino De Filippo : Peppino
- Mara Berni : Elena
- Francesco Mulè : Guglielmo
- Rosalba Neri : Magda
- Antonio Pierfederici : Oscar
- Jacqueline Pierreux : Jacqueline
- Mario Castellani : le président de la SPA
- Sergio Corbucci : l'homme du téléphone public
- Giò Stajano : un homosexuel
- Gloria Paul : Patricia
- Tania Beryl : Alicia